# Ull

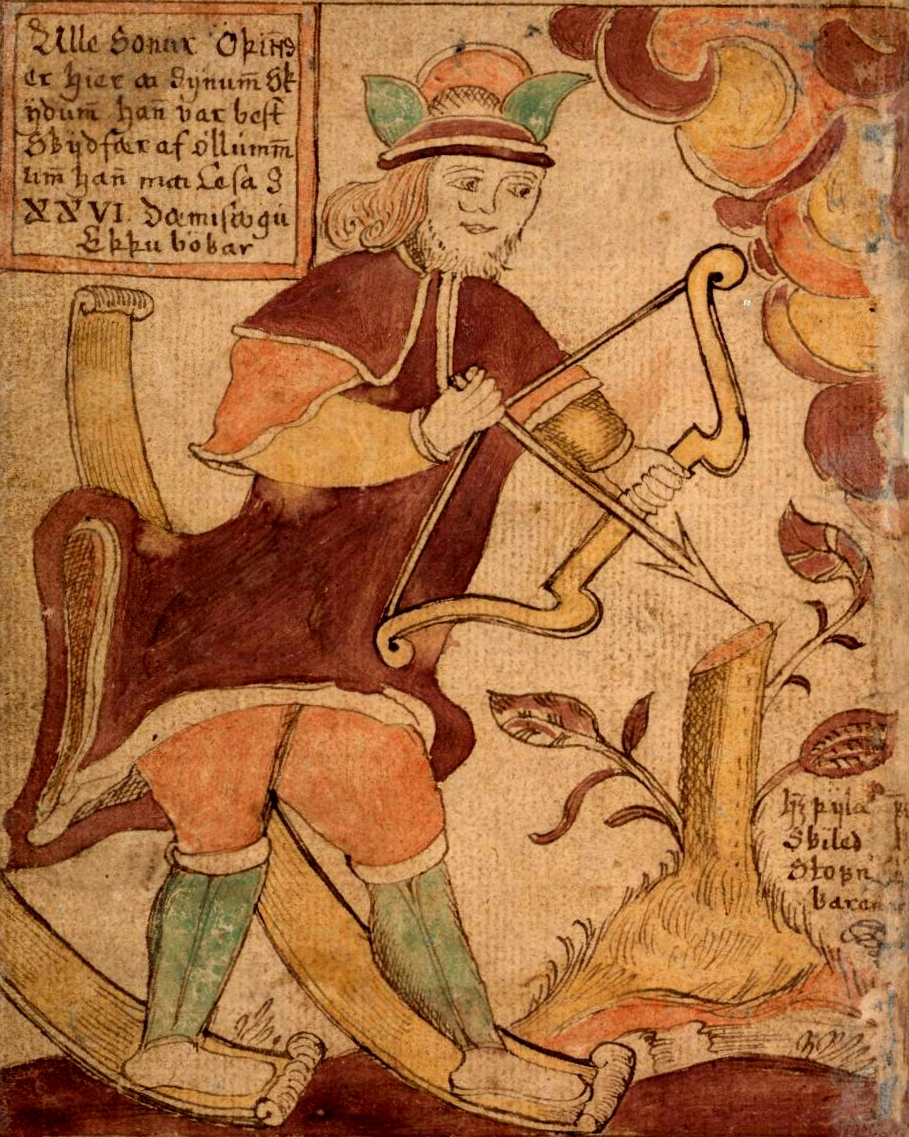
O captură dintr-un manuscris islandez din secolul al XVIII-lea ilustrându-l pe Ullr pe skiuri cu un arc

În mitologia nordică, Ull este zeul duelurilor, al agriculturii și al iernii. În limba vechilor scandinavi, „Ull” înseamnă „glorie”. Este un priceput arcaș și vânător și locuiește în palatul său, Ydalir. Este considerat a fi fiul lui Sif, Thor fiindu-i tată vitreg. Ull s-a căsătorit cu giganta Skadi după ce aceasta l-a părăsit pe Njord.
Acest articol referitor la mitologia nordică  este deocamdată un ciot. Puteți ajuta Wikipedia prin completarea lui!